# Нью-Перлікан
Нью-Перлікан (англ. New Perlican) — містечко в Канаді, у провінції Ньюфаундленд і Лабрадор.

## Населення
За даними перепису 2016 року, містечко нараховувало 186 осіб, показавши скорочення на 11,4%, порівняно з 2011-м роком. Середня густина населення становила 7,6 осіб/км².
З офіційних мов обидвома одночасно володіли 10 жителів, тільки англійською — 180. Усього 5 осіб вважали рідною мовою не одну з офіційних.
Працездатне населення становило 57,1% усього населення, рівень безробіття — 10% (22,2% серед чоловіків та 0% серед жінок). 95% осіб були найманими працівниками, а 10% — самозайнятими.

## Клімат
Середня річна температура становить 4,8°C, середня максимальна – 18,2°C, а середня мінімальна – -9,5°C. Середня річна кількість опадів – 1 343 мм.
| Клімат поселення                              | Клімат поселення | Клімат поселення | Клімат поселення | Клімат поселення | Клімат поселення | Клімат поселення | Клімат поселення | Клімат поселення | Клімат поселення | Клімат поселення | Клімат поселення | Клімат поселення | Клімат поселення |
| Показник                                      | Січ.             | Лют.             | Бер.             | Квіт.            | Трав.            | Черв.            | Лип.             | Серп.            | Вер.             | Жовт.            | Лист.            | Груд.            |                  |
| Середній максимум, °C                         | 0,18             | −0,41            | 2,39             | 6,44             | 10,20            | 14,29            | 17,96            | 18,16            | 15,07            | 10,57            | 6,36             | 1,86             |                  |
| Середня температура, °C                       | −4,35            | −4,94            | −2,14            | 1,91             | 5,66             | 9,75             | 14,90            | 15,11            | 12,04            | 7,55             | 3,29             | −1,2             |                  |
| Середній мінімум, °C                          | −8,87            | −9,46            | −6,66            | −2,64            | 1,15             | 5,22             | 11,87            | 12,06            | 9,00             | 4,49             | 0,26             | −4,24            |                  |
| Норма опадів, мм                              | 121              | 111              | 99               | 101              | 93               | 98               | 95               | 91               | 128              | 145              | 133              | 128              |                  |
| Середньомісячна швидкість вітру, м/с          | 7.41             | 7.00             | 6.65             | 6.10             | 5.50             | 5.20             | 5.00             | 5.09             | 5.60             | 6.29             | 6.76             | 7.33             |                  |
| Середньомісячна сонячна радіація, кДж/м²·день | 3894             | 6814             | 10699            | 14035            | 17244            | 19170            | 18992            | 15997            | 11987            | 7104             | 4053             | 3004             |                  |
| --------------------------------------------- | ---------------- | ---------------- | ---------------- | ---------------- | ---------------- | ---------------- | ---------------- | ---------------- | ---------------- | ---------------- | ---------------- | ---------------- | ---------------- |
| Джерело:                                      |                  |                  |                  |                  |                  |                  |                  |                  |                  |                  |                  |                  |                  |